# Torymus rugglesi
Torymus rugglesi är en stekelart som beskrevs av Milliron 1959. Torymus rugglesi ingår i släktet Torymus och familjen gallglanssteklar. Inga underarter finns listade i Catalogue of Life.